# 막시밀리안 리트뮐러
막시밀리안 리트뮐러 (Maximilian Riedmüller, 1988년 1월 4일, 뮌헨 ~) 은 독일의 축구 선수로, 현재 SV 하임슈테텐에서 골키퍼로 활약하고 있다. 그는 2009년 3월 1일, 뮌헨 리저브팀의 FC 카를 차이스 예나를 상대로한 3 리가 경기에서 부상당한 토마스 크라프트와 교체 투입되어 데뷔전을 치루었다. 2011-12 시즌을 앞두고, 그는 FC 바이에른 뮌헨 1군으로 승격되었고, 등번호 24번을 받았다.